# Komitet Nauk Teologicznych PAN
Komitet Nauk Teologicznych Polskiej Akademii Nauk – powołana w 2003 jednostka organizacyjna Polskiej Akademii Nauk. W jego zakres działania wchodzi – zgodnie z własną autoprezentacją – "Ocena i inicjowanie badań naukowych dotyczących zarówno wiary religijnej jako ważnego zjawiska w ludzkim świecie, jak i badań dotyczących istotnych treści ludzkich przekonań religijnych oraz ich uzasadnień, zaliczanych w tradycji europejskiej do dyscypliny zwanej teologią."

## Struktura
Organami Komitetu są: przewodniczący Komitetu i Prezydium Komitetu, w skład którego wchodzą przewodniczący Komitetu, dwóch zastępców przewodniczącego i trzech członków.

## Władze i członkowie w kadencji 2024-2027

### Przewodniczący Komitetu
- ks. prof. dr hab. Janusz Kręcidło (UKSW)

### Zastępcy Przewodniczącego Komitetu
- ks. prof. dr hab. Krzysztof Pawlina (AKW)
- o. prof. dr hab. Andrzej Napiórkowski (UPJPII)

### Pozostali członkowie Prezydium
- ks. prof. dr hab. Marian Machinek (UWM)
- abp prof. dr hab. Jerzy Pańkowski (ChAT)
- prof. dr hab. Anna Zellma (UWM)

### Pozostali członkowie Komitetu
1. ks. dr hab. Bartosz Adamczewski, prof. UKSW (UKSW)
2. ks. dr hab. Jarosław Babiński, prof. UKSW (UKSW)
3. ks. dr hab. Antoni Paweł Bartoszek, prof. UŚ (UŚ)
4. ks. dr hab. Andrzej Draguła, prof. USz (USz)
5. ks. prof. dr hab. Zygfryd Paweł Glaeser (UO)
6. ks. dr hab. Konrad Józef Glombik, prof. UO (UO)
7. ks. prof. dr hab. Przemysław Kantyka (KUL)
8. ks. dr hab. Józef Kloch, prof. UKSW (UKSW)
9. ks. prof. dr hab. Dariusz Kotecki (UMK)
10. ks. prof. dr hab. Janusz Królikowski (UPJPII)
11. ks. prof. dr hab. Zbigniew Kubacki (AKW Collegium Bobolanum)
12. ks. dr hab. Waldemar Linke, prof. UKSW (UKSW)
13. ks. prof. dr hab. Artur Malina (UŚ)
14. ks. prof. dr hab. Piotr Morciniec (UO)
15. ks. dr hab. Rajmund Pietkiewicz, prof. PWT (PWT)
16. dr hab. Monika Przybysz, prof. UKSW (UKSW)
17. ks. prof. dr hab. Piotr Roszak (UMK)
18. prof. dr hab. Eugeniusz Sakowicz (UKSW, emeritus)
19. ks. prof. dr hab. Henryk Sławiński (UPJPII)
20. ks. prof. dr hab. Sławomir Stasiak (PWT)
21. ks. prof. dr hab. Tomasz Stępień (UKSW)
22. ks. prof. dr hab. Marek Tatar (UKSW)
23. ks. prof. dr hab. Piotr Antoni Tomasik (UKSW)
24. ks. dr hab. Wojciech Węgrzyniak (UPJPII)
25. ks. dr hab. Tomasz Wielebski, prof. UKSW (UKSW)
26. dr hab. Kalina Wojciechowska, prof. ChAT (ChAT)

### Sekretarz
- dr Mateusz Krawczyk

## Członkowie Komitetu poprzednich kadencji
Władze Komitetu w kadencji 2020-2023
- Przewodniczący: 
  - ks. prof. dr hab. Krzysztof Pawlina (AKW)
- Wiceprzewodniczący: 
  - ks. dr hab. Sławomir Nowosad, prof. KUL
  - dr hab. Kalina Wojciechowska, prof. ChAT
- Sekretarz: 
  - ks. dr hab. Rajmund Porada, prof. UO
- Inni członkowie Prezydium: 
  - ks. prof. dr hab. Arkadiusz Baron - Uniwersytet Papieski Jana Pawła II
  - ks. prof. dr hab. Waldemar Chrostowski - Uniwersytet Kardynała Stefana Wyszyńskiego
  - ks. prof. dr hab. Krzysztof Góźdź - Katolicki Uniwersytet Lubelski Jana Pawła II

Władze Komitetu w poprzednich kadencjach
- Przewodniczący: Marian Rusecki, Tadeusz Dola
- Wiceprzewodniczący: Józef Kulisz, Stanisław Urbański
- Sekretarze: Jacenty Mastej, Ryszard Rubinkiewicz
- Inni członkowie Prezydium: Marian Bendza, Bogdan Częsz, Łukasz Kamykowski, Ireneusz Werbiński, Tomasz Węcławski[2].

Inni członkowie
Andrzej Anderwald, Waldemar Chrostowski, Jerzy Bagrowicz, Roman Bartnicki, Tadeusz Brzegowy, Paweł Góralczyk, Waldemar Irek, Karol Karski, Zdzisław Kijas, Zdzisław Kroplewski, Wincenty Myszor, Kazimierz Panuś, Cyprian Rogowski, Helmut Sobeczko, Edward Staniek, Jerzy Szymik, Antoni Tronina, Manfred Uglorz, Henryk Witczyk, Antoni Żurek.

## Czasopismo Komitetu
Pod egidą Komitetu wydawane jest czasopismo Studia Nauk Teologicznych PAN. Przewodniczącym komitetu redakcyjnego jest ks. prof. dr hab. Marian Machinek.